# Peerage Act 1963
Der Peerage Act 1963 (1963 c. 48) ist ein Gesetz des britischen Parlaments vom 31. Juli 1963. Es bedeutete eine wichtige Veränderung der Verfassung des Vereinigten Königreichs Großbritannien und Nordirland, da es einen Teil der Legislative, nämlich das House of Lords, veränderte. Gemäß diesem Gesetz erhielten alle schottischen Peers einen Sitz im House of Lords und das Gesetz erlaubte den Peers, auf Lebenszeit auf den Adelstitel zu verzichten und damit das Oberhausmandat zurückzugeben. Außerdem erhielten auch erbliche Peeresses, also Frauen mit einem ererbten Adelstitel, das Recht, im Oberhaus zu sitzen. Der Peerage Act erhielt die königliche Bestätigung und wurde am 31. Juli 1963 um 18 Uhr wirksam.

## Hintergrund
Die Gesetzesänderung wurde durch eine Kampagne des Labour-Abgeordneten Tony Benn angestoßen. Dieser gehörte dem House of Commons an und verlor diesen Sitz automatisch, als sein Vater im November 1960 starb, und er dessen Adelstitel (Viscount Stansgate) und den Sitz im House of Lords erbte (eine Mitgliedschaft in beiden Häusern ist nicht erlaubt). Da es keine rechtliche Möglichkeit gab, den Adelstitel abzugeben, bewarb er sich bei der Nachwahl erneut um sein bisheriges Mandat im Unterhaus und wurde erneut gewählt. Ein Wahlprüfungsgericht erkannte ihm erneut sein Mandat ab. Benn setzte seine Kampagne fort und die konservative Regierung akzeptierte letztlich die Notwendigkeit einer Gesetzesänderung.

## Adelsausschlagung
Nach dem neuen Gesetz kann ein Peer den Titel und den Sitz im Oberhaus innerhalb von 12 Monaten, nachdem er den Titel erbt bzw. bis zum 22. Geburtstag, wenn er ihn als Kind erbte, ausschlagen. Die Ausschlagung ist gegenüber dem Lord Chancellor zu erklären. Er verliert damit den Titel und alle Vorrechte daraus. Ist der Betroffene verheiratet, kann dessen Ehefrau den Titel übernehmen, ansonsten bleibt der Titel vakant, bis der nächste Erbe den Titel übernimmt. Als Übergangsregelung hatten Peers im Jahr nach Verabschiedung des Gesetzes das Recht zur Titelniederlegung.
Benn war der erste Lord, der seinen Titel um 18:22 Uhr am gleichen Tag niederlegte. Von landesweiter Bedeutung war die Entscheidung von Alec Douglas-Home aufgrund des Gesetzes seinen Titel niederzulegen und für das Unterhaus zu kandidieren. In der Folge wurde er Premierminister.
Mit dem House of Lords Act 1999 ist es nicht mehr notwendig, den Titel niederzulegen, um Mitglied des Unterhauses zu werden, da die meisten Titel nicht mehr automatisch an den Sitz im Oberhaus gebunden sind.
Das Gesetz gilt nicht für die Peerage of Ireland, da deren Titel nicht zu Sitzen im britischen Oberhaus berechtigten.

## Peerage of Scotland
Nach der Union im Jahr 1707 bestanden 168 englische und 154 schottische Peers. Um das Oberhaus nicht durch die Schotten dominieren zu lassen, und weil Schottland lediglich ein Fünftel der englischen Bevölkerung zählte, erhielten die schottischen Peers keinen automatischen Sitz im Oberhaus. Stattdessen wählten die schottischen Peers 16 Vertreter.
Der Peerage Act 1963 schaffte diese Regelung ab. Nun hatten alle schottischen Peers einen Sitz.

## Erbliche Peeresses
Erst 1958 wurden Frauen im House of Lords zugelassen. Der in jenem Jahr verabschiedete Life Peerages Act gestattete den weiblichen Adeligen auf Lebenszeit, ihre Sitze im Oberhaus einzunehmen. Mit dem Peerage Act 1963 erhielten auch erbliche Peeresses einen Sitz.